# Acridoidea
Los acridoideos (Acridoidea) son una superfamilia del orden Orthoptera. Incluye los saltamontes y langostas.

## Clasificación
Familias
- Acrididae MacLeay, 1821
- Catantopinae Brunner von Wattenwyl, 1893
- Charilaidae Dirsh, 1953
- Dericorythidae Jacobson & Bianchi, 1902-1905
- Lathiceridae Dirsh, 1954
- Lentulidae Dirsh, 1956
- Lithidiidae Dirsh, 1961
- Ommexechidae Bolívar, 1884
- Pamphagidae Burmeister, 1840
- Pyrgacrididae Kevan, 1974
- Romaleidae Brunner von Wattenwyl, 1893
- Tristiridae Rehn, 1906